# ادامه (ترانه)
«ادامه» (به انگلیسی: On) ترانه‌ای از گروه پسرانهٔ بی‌تی‌اس است. این قطعه در ۲۱ فوریهٔ ۲۰۲۰، به‌عنوان دومین تک‌آهنگ چهارمین آلبوم کره‌ای‌زبان گروه، نقشهٔ روح: ۷ منتشر شد. همچنین نسخه‌ای از آن با حضور خوانندهٔ استرالیایی سیا، به‌همراه نسخهٔ دیجیتال و استریم آلبوم انتشار یافت.

## عملکرد تجاری
«ادامه» در کرهٔ جنوبی، در کم‌تر از دو روز پس از انتشار، در رتبهٔ یازده جدول دیجیتال گائون (هفتهٔ ۲۲–۱۶ فوریه) جای گرفت. این قطعه با دست‌یابی به رتبهٔ یک در هفتهٔ بعد، به ششمین ترانهٔ بی‌تی‌اس تبدیل شد که شمارهٔ یک این جدول شد. این تک‌آهنگ شش هفته را در ده رتبهٔ اول این جدول سپری کرد و در مارس ۲۰۲۰، در جدول ماهانهٔ گائون چهارم شد. این ترانه پس از انتشار، در ۱۰۰ آهنگ داغ کی-پاپ بیلبورد چهل و یکم شد و در هفتهٔ بعد، به صدر جدول صعود کرد و به‌مدت سه هفته در صدر ماند. «ادامه» در مالزی، در صدر جداول آرآی‌ام جای گرفت و ریمیکس سیا نیز پنجم شد.
«ادامه» در ایالات متحده، با ۸۶٬۰۰۰ دانلود دیجیتال در هفتهٔ انتشار، در ۱۰۰ آهنگ داغ بیلبورد چهارم شد و به بالاترین رتبهٔ ترانه‌ای از یک گروه کره‌ای تا آن زمان دست یافت. این ترانه در هفتهٔ بعد به رتبهٔ ۶۸ سقوط کرد و سپس از جدول خارج شد.

## عوامل
جزئیات برگرفته از یادداشت‌های نقشهٔ روح: ۷ است.
- بی‌تی‌اس - آواز اولیه
- پی‌داگ – تهیه‌کنندگی، ترانه‌سرایی، کیبورد، سینث‌سایزر، تنظیم آواز، تنظیم رپ، مهندس ضبط، ویرایش دیجیتال
- آر ام – ترانه‌سرایی، تنظیم رپ، مهندس ضبط
- آنتونیا آرماتو - ترانه‌سرایی
- آگوست ریگو - ترانه‌سرایی
- جی-هوپ - ترانه‌سرایی
- جولیا راس - ترانه‌سرایی
- کریستا یانگز - ترانه‌سرایی
- میشل شولتس – ترانه‌سرایی
- شوگا – ترانه‌سرایی
- جونگ کوک –کورس
- ملانی جوی فونتانا – ترانه‌سرایی، کورس

## جداول
| جدول (۲۰۲۰)                                      | بالاترین موقعیت |
| ------------------------------------------------ | --------------- |
| آرژانتین (۱۰۰ آهنگ داغ آرژانتین)                 | ۴۰              |
| استرالیا (ای‌آرآی‌ای)                              | ۲۹              |
| اتریش (او۳ تاپ ۴۰ اتریش) ریمیکس سیا              | ۲۳              |
| بلژیک (آلتراتیپ فلاندرز) ریمیکس سیا              | ۲۰              |
| بلژیک (آلتراتیپ والونیا) ریمیکس سیا              | ۲۳              |
| کانادا (۱۰۰ آهنگ داغ کانادا)                     | ۱۸              |
| جمهوری چک (۱۰۰ تک‌آهنگ دیجیتال برتر)              | ۶۴              |
| جمهوری چک (۱۰۰ تک‌آهنگ دیجیتال برتر) ریمیکس سیا   | ۳۰              |
| استونی (۴۰ تک‌آهنگ برتر استونی)                   | ۱۵              |
| فروش ترانه‌های یورو دیجیتال (بیلبورد) ریمیکس سیا  | ۳               |
| فرانسه (اس‌ان‌ئی‌پی) ریمیکس سیا                     | ۵۱              |
| آلمان (جداول رسمی آلمان) ریمیکس سیا              | ۳۶              |
| یونان (آی‌اف‌پی‌آی)                                 | ۲۷              |
| مجارستان (۴۰ تک‌آهنگ برتر)                        | ۱               |
| مجارستان (۴۰ استریم برتر)                        | ۱۶              |
| ایرلند (آی‌آرام‌ای)                                | ۲۲              |
| ایتالیا (اف‌آی‌ام‌آی)                               | ۵۳              |
| ژاپن (۱۰۰ آهنگ داغ ژاپن)                         | ۸               |
| لتونی (۴۰ ترانهٔ برتر لتونی)                      | ۳۶              |
| لیتوانی (آگاتا)                                  | ۱۸              |
| مالزی (آرآی‌ام)                                   | ۱               |
| هلند (۱۰۰ تک‌آهنگ برتر هلند) ریمیکس سیا           | ۵۱              |
| تک‌آهنگ‌های داغ نیوزیلند (آرام‌ان‌زد)                | ۴               |
| اسکاتلند (اوسی‌سی)                                | ۳               |
| سنگاپور (آرآی‌ای‌اس)                               | ۳               |
| کرهٔ جنوبی (گائون)                                | ۱               |
| سوئد (تپ‌لیستان)                                  | ۶۳              |
| سوئیس (جدول تک‌آهنگ‌های سوئیس) ریمیکس سیا          | ۲۷              |
| تک‌آهنگ‌های بریتانیا (اوسی‌سی)                      | ۲۱              |
| ۱۰۰ آهنگ داغ بیلبورد ایالات متحده                | ۴               |
| فروش ترانه‌های دیجیتال ملل ایالات متحده (بیلبورد) | ۱               |
| ۱۰۰ ترانهٔ برتر رولینگ استون ایالات متحده         | ۷               |

| موقعیت (۲۰۲۰)            | موقعیت |
| ------------------------ | ------ |
| ژاپن (۱۰۰ آهنگ داغ ژاپن) | ۸۴     |
| کرهٔ جنوبی (گائون)        | ۲۰     |

## گواهی‌نامه‌ها
| منطقه           | گواهی | واحد گواهی‌شده/فروش |
| --------------- | ----- | ------------------ |
| ژاپن (آرآی‌ای‌جی) | نقره  | ۳۰٬۰۰۰٬۰۰۰         |